# H100 GPU
De H100 Tensor Core GPU is een chip, ontworpen door NVIDIA, een bedrijf voor computerhardware, voornamelijk op het gebied van videokaarten en chipsets voor moederborden voor AMD- en Intel-processors en voor mobiele apparaten.

## Productinformatie
De H100 GPU (graphics processing unit) van 814 mm² bestaat uit 80 miljard transistors. Naar schatting zou de prijs voor de chip tussen 30.000 en 40.000 dollar liggen. TSMC, de Taiwanese microchipfabrikant die de chips voor NVIDIA produceert, haalde in 2023 een productie van 550.000 exemplaren. Hiervan wil Mark Zuckerberg 350.000 stuks aankopen, wat zorgt voor een verhitte markt en een stijgende prijs. Alphabet (Google), Amazon of Microsoft, maar ook Saoedi-Arabië en de Verenigde Arabische Emiraten zijn gegadigden.
Vooral bij het ontwikkelen van nieuwe toepassingen van kunstmatige intelligentie (AI) is de chip, zesmaal zo snel als zijn voorganger de A100, bijna onontbeerlijk.